# حرب غوا
حرب غوا وهي حرب نشبت بين الهند والبرتغال من أجل القضاء على الاحتلال البرتغالي لمستعمرة غوا وألتي كانت تحد الهند من كل الجهات وكانت هذه المستعمرة البرتغالية الباقية في شبه قارة الهند بعد أن قامت بريطانيا باستعمار الهند، وبعد استقلال الهند سنة 1947 بدأت تطالب البرتغال بتسليمها لمستعمرة غوا وإنهاء الاحتلال هناك إلا أن الديكتاتور البرتغالي أنطونيو سالازار رفض ذلك عدة مرات، إلى أن قامت القوات المسلحة الهندية بمهاجمة المستعمرة في يوم 18 ديسمبر 1961 وانتهت الحرب بعد يوم واحد فقط (19 ديسمبر) بعد أن تمكنت الهند من السيطرة على غوا وإنهت إستعمار دام ل451 عام، وكانت حصيلة المعركة مقتل 62 شخص من الطرفين، وتعتبر هذه الحرب من أقصر الحروب في التاريخ.
بعد استقلال الهند عن الإمبراطورية البريطانية في أغسطس 1947، واصلت البرتغال احتفاظها ببضعة أراض حبيسة في شبه القارة الهندية –مقاطعات غوا ودامان وديو ودادرا وناجار هافيلي- والمعروفة مجتمعةً باسم الهند البرتغالية. غطت غوا ودامان وديو مساحة تبلغ نحو 1,540 ميل مربع (4000 كيلومتر مربع) ويبلغ عدد سكانها 637,591. قُدّر الشتات الغواني بنحو 175 ألفًا (نحو 100 ألف داخل الاتحاد الهندي، بشكل رئيسي في بومباي). كان التوزيع الديني 61% من الهندوس و36.7% من المسيحيين (معظمهم من الكاثوليك) و2.2% من المسلمين. ارتكز الاقتصاد في المقام الأول على الزراعة، على الرغم من أن أربعينيات وخمسينيات القرن الماضي شهدت طفرة في التعدين -بشكل أساسي خام الحديد وبعض المنغنيز.

## المقاومة المحلية للحكم البرتغالي
مهّد تريستاو دي براغانكا كونيا، وهو مهندس تلقّى تعليمًا فرنسيًا وأسّس لجنة مؤتمر غوا في الهند البرتغالية في عام 1928، الطريق لمقاومة الحكم البرتغالي في غوا في القرن العشرين. أصدر كونيا كتيبًا بعنوان «أربع مئة عام من الحكم الأجنبي»، ومنشورًا بعنوان «إلغاء تأميم غوا» كانا يهدفان إلى توعية الغوانيين إلى قمع الحكم البرتغالي. تلقّت لجنة مؤتمر غوا رسائل تضامن من شخصياتٍ بارزة في حركة الاستقلال الهندية من بينها راجندرا براساد وجواهرلال نهرو وسوبهاس تشاندرا بوسي. في 12 أكتوبر 1938، التقى كونيا مع أعضاء آخرين في لجنة مؤتمر غوا سوبهاس تشاندرا بوسي، رئيس المؤتمر الوطني الهندي، وبناء على نصيحته، افتتح مكتبًا فرعيًا للجنة مؤتمر غوا في 21 شارع دالال، بومباي. وأصبح مؤتمر غوا أيضًا تابعًا للمؤتمر الوطني الهندي واختير كونيا أول رئيس له.
في يونيو من عام 1946، دخل رام مانوهار لوهيا، القائد الاشتراكي الهندي، غوا في زيارة لصديقه القائد القومي جولياو مينيزيس، الذي كان قد أسس منظمة غومانتاك براجا ماندال في بومباي وحرر الصحيفة الأسبوعية غومانتاك. كان برفقته أيضًا كونيا وقادة آخرون. دعا رام مانوهار لوهيا إلى استخدام الوسائل الغاندية اللاعنفية لمعارضة الحكومة. في 18 يونيو 1946، عطلت الحكومة احتجاجًا ضد تعليق الحريات المدنية في باناجي (كانت تُلفظ آنذاك «باناجيم») نظّمه لوهيا وكونيا وآخرون من بينهم بوروشوتام كاكودكار ولاكزميكانت بهيمبري في تحدٍّ لحظر التجمعات العامة، واعتقلتهم. كانت هناك مظاهرات حاشدة متقطعة منذ يونيو حتى نوفمبر.
إضافةً إلى الاحتجاجات اللاعنفية، نفّذت الجماعات المسلحة مثل حزب ازاد جومانتاك دال (حزب غوا الحرة) والجبهة المتحدة لغوان هجماتٍ عنيفة كانت تهدف إلى إضعاف الحكم البرتغالي في غوا. دعمت الحكومة البرتغالية تأسيس جماعاتٍ مسلحة مثل أزاد غومانتاك دال، مانحةً إياها الدعم المالي واللوجستي والتسليحي. نفّذت الجماعات المسلحة عملياتها من قواعد تقع في الأراضي الهندية وتحت غطاء من قوات الشرطة الهندية. حاولت الحكومة الهندية، من خلال هذه الجماعات المسلحة، تدمير الأهداف الاقتصادية وخطوط التلغراف والهاتف والطرق والمياه والنقل بالسكك الحديدية من أجل عرقلة النشاط الاقتصادي وتهيئة الظروف للانتفاضة العامة للسكان. في عام 2001 صرّح الكابتن كارلوس أزاريدو، الضابط في الجيش البرتغالي، المتمركز مع الجيش في غوا لصحيفة إكسبريسو البرتغالية: «خلافًا لما يقال، كانت الحرب في غوا حرب العصابات الأكثر تطورًا التي واجهتها قواتنا المسلحة. أعلم عما أتحدث لأني قاتلت أيضًا في أنغولا وغيني. في عام 1961 وحده، توفّي حتى ديسمبر نحو 80 من رجال الشرطة. لم يكن الجزء الأكبر من إرهابيي أزاد جومانتاك دال غوانيين. قاتل الكثير في الجيش البريطاني، تحت قيادة الجنرال مونتغمري، ضد الألمان».

### الجهود الدبلوماسية لحل نزاع غوا
في 27 فبراير 1950، طلبت حكومة الهند من الحكومة البرتغالية فتح مفاوضاتٍ حول مستقبل المستعمرات البرتغالية في الهند. أكدت البرتغال أن أراضيها في شبه القارة الهندية لم تكن مستعمرةً بل جزءًا من البرتغال الميتروبولية وبالتالي كان نقلها غير قابل للتفاوض، وأن الهند لم يكن لديها أي حقوق في هذه المنطقة لأن جمهورية الهند لم تكن موجودةً في الوقت الذي أصبحت فيه غوا تحت الحكم البرتغالي. حين رفضت الحكومة البرتغالية الرد على المفكرات اللاحقة في هذا الصدد، سحبت الحكومة الهندية، في 11 يونيو 1953، بعثتها الدبلوماسية من لشبونة.
بحلول عام 1954، فرضت جمهورية الهند قيودًا على تأشيرة السفر من غوا إلى الهند، مما أدى إلى شل النقل بين غوا وغيرها من الرحلات مثل دامان وديو ودادرا وناجار هافيلي. في الوقت نفسه، كان الاتحاد الهندي لعمال الموانئ قد فرض، في عام 1954، مقاطعةً على الشحن إلى الهند البرتغالية. بين 22 يوليو و2 أغسطس من عام 1954، هاجم ناشطون مسلحون القوات البرتغالية المتمركزة في دادرا وناجار هافيلي وأجبروها على الاستسلام.
في 15 أغسطس 1955، حاول 3000 إلى 5000 ناشط هندي غير مسلح دخول غوا عند ستة مواقع وجرى التصدي لهم بعنف من قبل ضباط الشرطة البرتغالية،  مما أدى إلى وفاة ما بين 21 و30 شخصًا. حرضت المذبحة الرأي العام في الهند ضد وجود البرتغاليين في غوا. في 1 سبتمبر 1955، أغلقت الهند مكتب القنصل التابع لها في غوا.
في عام 1956، حاجج السفير البرتغالي إلى فرنسا، مارسيلو ماتياس، إلى جانب رئيس الوزراء البرتغالي أنتونيو دي أوليفيرا سالازار، لصالح استفتاء في غوا لتحديد مستقبلها. غير أن وزيري الدفاع والخارجية رفضا هذا الاقتراح. تكررت المطالبة بإجراء استفتاء من قبل المرشح الرئاسي الجنرال أومبرتو دلغادو في عام 1957.
طلب رئيس الوزراء سالازار، الذي أثارت قلقه التهديدات التي ألمحت إليها الهند بعمل مسلح يستهدف وجود البرتغال في غوا، أولًا من المملكة المتحدة التوسط، ثم احتج عبر البرازيل وطلب في نهاية المطاف تدخل مجلس الأمن التابع للأمم المتحدة. عرضت المكسيك على الحكومة الهندية نفوذها في أمريكا اللاتينية لممارسة الضغط على البرتغاليين لتخفيف حدة التوترات. في الوقت نفسه، صرّح كريشنا مينون، وزير الدفاع الهندي ورئيس وفد الهند في الأمم المتحدة، بعباراتٍ لا لبس فيها أن الهند «لم تتخلَ عن استخدام القوة» في غوا. طلب سفير الولايات المتحدة لدى الهند، جون كينيث غالبريث، من الحكومة الهندية في عدة مناسباتٍ حل القضية سلميًا من خلال الوساطة والتوافق بدلًا من الصراع المسلح.
في 24 نوفمبر 1961، أطلقت القوات البرية البرتغالية النيران على سابارماتي، قارب ركاب كان يمر بين جزيرة أنجيديف التي تسيطر عليها البرتغال وميناء كوتشي الهندي، مما أسفر عن مقتل أحد الركاب وإصاباتٍ لكبير المهندسين. عجّلت بهذه الحادثة مخاوف البرتغاليين أن القارب كان ينفّذ عملية إنزاال بحري عسكري كان ينوى منها الهجوم على الجزيرة. أفضت الأحداث إلى تعزيز الدعم الشعبي الواسع النطاق في الهند للعمل العسكري في غوا.
في نهاية المطاف، في 10 ديسمبر، قبل 9 أيام من انطلاق العمل المسلح الذي مُنح الاسم الحركي العملية فيجاي، صرح نهرو للصحافة: «استمرار غوا تحت الحكم البرتغالي أمر مستحيل». كان الرد الأمريكي هو تحذير الهند من أنه في حال وعند تقديم العمل الهندي المسلح في غوا إلى مجلس الأمن التابع للأمم المتحدة، فلا يمكنها توقّع أي دعم من الوفد الأمريكي.